# SOURCE
SOURCE（ソース）は、日本のミクスチャー・ロックバンドである。2000年結成。ビクターエンタテインメントMOB SQUAD所属。2007年2月24日渋谷club asiaにてラストライブ ONCE AGAIN を最後に解散。
なお、ベーシストの青木智仁が結成したバンド「SOURCE」は同名であるだけで、関連は全く無い。

## メンバー
- 黒兄（MC）
- ONO-G（MC）
- Kentaro（ベース）
- 渋谷憲（ドラム）2003年1月加入

## 旧メンバー
- 木村創（ギター）2004年5月24日脱退
- D.O.I（ドラム）脱退

## ディスコグラフィ

### シングル
- Potential（2002年11月20日）
- 7 DAYS（2003年4月23日）
- 道しるべ（2003年7月2日）
- STEPPIN' RALLY（2004年4月21日TBS系列COUNT DOWN TVエンディングテーマ）
- ONCE AGAIN（2004年7月14日）
- スバラシキ日々（2005年7月13日）
- We are all alone（2005年9月22日）

### アルバム
- 威風堂々（2002年5月）自主制作ミニアルバム
- Source（2002年3月13日）
- Desert Island（2003年7月16日）
- Daily Report（2004年9月8日）
- KA-KE-HA-SHI（2005年10月26日）
- RIVER（2006年7月19日）

### その他
- Dragon Ash, 麻波25, SOURCE「MOB SQUAD」（2003年3月19日）
- Dt.「hippopotamus」（2005年11月2日）
  - 5. BLITZ BEATS feat. ONO-G from SOURCE